# Diego Fernández de Villalán
Diego Fernández de Villalán (falecido a 7 de julho de 1556) foi um prelado católico romano que serviu como o quarto bispo de Almeria (1523–1556).

## Biografia
Natural de Valladolid, Diego Fernández de Villalán foi ordenado sacerdote na Ordem dos Frades Menores. No dia 17 de julho de 1523, foi escolhido pelo rei da Espanha e confirmado pelo papa Adriano VI como bispo de Almeria. Serviu como Bispo de Almeria até à sua morte a 7 de julho de 1556.